# Rabanera
Rabanera is een gemeente in de Spaanse provincie en regio La Rioja met een oppervlakte van 13,81 km². Rabanera telt 28 inwoners (1 januari 2016).

## Demografische ontwikkeling
Bron: INE, 1857-2011: volkstellingen